# Lobelia preslii
Lobelia preslii är en klockväxtart som beskrevs av A.Dc. Lobelia preslii ingår i släktet lobelior, och familjen klockväxter. Inga underarter finns listade i Catalogue of Life.